# キッズ・オブ・ザ・センチュリー
「キッズ・オブ・ザ・センチュリー」（Kids Of The Century）は、ハロウィンが1991年に発表した4枚目のアルバム『ピンク・バブルズ・ゴー・エイプ』からカットされた5枚目のシングル。
このときギタリストのカイ・ハンセンが脱退している。

## 収録曲
1. Kids Of The Century
2. Blue Suede Shoes
3. Exclusive Helloween Interview For Japan

## 参加ミュージシャン
- Vo.マイケル・キスク
- Gu.マイケル・ヴァイカート
- Gu.ローランド・グラポウ
- Ba.マーカス・グロスコフ
- Dr.インゴ・シュヴィヒテンバーグ